# Ильичёво (Новгородская область)
Ильичёво — деревня в Маловишерском районе Новгородской области России. Входит в состав Бургинского сельского поселения.

## География
Деревня находится в северной части Новгородской области, в лесной местности, на берегу реки Хуба.

### Часовой пояс
Деревня Ильичёво, как и вся Новгородская область, находится в часовой зоне МСК (московское время). Смещение применяемого времени относительно UTC составляет +3:00.

## История
В 1964 году Указом Президиума Верховного Совета РСФСР деревня Нижнее Захомутье переименована в Ильичёво. В соответствии с Законом Новгородской области от 11 ноября 2005 года № 559-ОЗ деревня вошла в состав образованного Бургинского сельского поселения.

## Население
| 2010 | 2011 |
| ---- | ---- |
| 10   | ↗17  |

## Инфраструктура
Лесное хозяйство, личное подсобное хозяйство.